# Họ Anh thảo chiều
Họ Anh thảo chiều hay họ Nguyệt kiến thảo, còn gọi là họ Rau dừa nước hoặc họ Rau mương, (danh pháp khoa học: Onagraceae, đồng nghĩa: Circaeaceae, Epilobiaceae, Fuchsiaceae, Isnardiaceae, Jussiaeaceae, Lopeziaceae, Oenotheraceae), là một họ thực vật có hoa trong bộ Đào kim nương (Myrtales). Họ này bao gồm khoảng 640-650 loài cây thân thảo, cây bụi nhỏ và cây gỗ trong 18 chi. Họ này phân bổ rộng khắp, trên mọi châu lục từ các khu vực cận Bắc cực tới khu vực nhiệt đới.
Họ này bao gồm một số loài cây trong vườn khá phổ biến như anh thảo chiều (hay nguyệt kiến thảo) (chi Oenothera) và hoa đăng (hay vân anh) (chi Fuchsia). Một vài loài, cụ thể là liễu lan (chi Epilobium) là các loài cỏ dại trong vườn, nhưng đôi khi cũng được coi là cây cảnh.
Họ này có đặc trưng là hoa thường có 4 lá đài và cánh hoa (chi Ludwigia là 4-5 cánh còn chi Circaea là 2 cánh); ở một vài chi (như Fuchsia) thì các lá đài có màu tươi như của cánh hoa, tạo ra ấn tượng là hoa có 8 cánh. Các hạt rất nhỏ, ở một vài chi (như Epilobium) thì chúng có một chùm lông tơ để nhờ gió phân tán, ở các chi khác (như Fuchsia) thì hạt nằm trong quả mọng nhiều nước được phân tán nhờ chim. Các lá nói chung mọc đối hay thành vòng xoắn, nhưng có thể được sắp xếp kiểu xoắn ốc ở một vài loài. Nói chung, chúng có dạng lá đơn và hình mũi mác. Ở nhiều chi/loài thì các hạt phấn được giữ một cách lỏng lẻo cùng nhau bằng các sợi chỉ nhỏ và nhớt, có nghĩa là chỉ có các loài ong đã chuyên biệt hóa (về mặt hình thái học) để thu lượm dạng phấn này là có thể thụ phấn có hiệu quả cho hoa (nó không thể được thụ phấn một cách có hiệu quả nhờ chùm lông bàn chải ở chân các loài ong thông thường). Một cách tương ứng, gần như tất cả các loài ong đậu vào hoa của các loài trong họ này là các "chuyên gia" thụ phấn cho chúng (ong có tính chọn lọc hạn hẹp).
Tên gọi khoa học của họ này có nguồn gốc từ chi (cũ) Onagra (hiện nay là một phần của chi Oenothera) do John Lindley đặt năm 1836 trong lần xuất bản thứ hai của A Natural System of Botany.

## Các chi
Họ này thông thường được chia thành hai phân họ như dưới đây:
- Phân họ Anh thảo chiều (Onagroideae): Khoảng 17 chi với 565 loài
  - Boisduvalia (bao gồm cả Cratericarpium)
  - Calylophus (bao gồm cả Calylophis, Galpinsia, Meriolix, Salpingia)
  - Camissonia (bao gồm cả Agaosizia, Chylismia, Eulobus, Holostigma, Sphaerostigma, Taraxia): Khoảng 80 loài
  - Circaea (bao gồm cả Carlostephania, Ocimastrum, Regmus): Lộ châu thảo, rau núi, quái quả.
  - Clarkia (bao gồm cả Clarckia, Eucharidium, Gauropsis?, Godetia, Oenotheridium, Opsianthes, Phaestoma): gỗ đệ.
  - Epilobium (bao gồm cả Chamaenerion, Chamerion, Cordylophorum, Crossostigma, Pyrogennema, Zauschneria): Khoảng 165 loài liễu thảo, liễu lan, liễu diệp thái, thượng thùy, xeo hoa xan.
  - Fuchsia (bao gồm cả Brebissonia, Ellobium, Encliandra, Kierschlegeria, Kirschlegera, Lyciopsis, Myrinia, Nahusia, Quelusia, Quiliusa, Schufia, Skinnera, Spachia, Thilcum, Tilco): Khoảng 105 loài hoa vân anh, lồng đèn, hoa đăng, phước hoa (theo Phạm Hoàng Hộ), đảo quải kim chung.
  - Gaura (bao gồm cả Gauridium, Schizocarya): sơn đào thảo
  - Gayophytum
  - Gongylocarpus (bao gồm cả Burragea)
  - Hauya
  - Hemifuchsia
  - Heterogaura.
  - Lopezia (bao gồm cả Diplandra, Jehlia, Pelozia, Pisaura, Pseudolopezia, Riesenbachia, Semeiandra)
  - Oenothera (bao gồm cả Anogra, Baumannia, Blennoderma, Gaurella, Gauropsis?, Hartmannia, Kneiffia, Lavauxia, Megapterium, Onagra, Onosuris, Onosurus, Pachylophus, Peniophyllum, Raimannia, Usoricum, Xylopleurum): Khoảng 125 loài anh thảo chiều (nguyệt kiến thảo), rau cần nước.
  - Stenosiphon
  - Xylonagra
- Phân họ Rau dừa nước (Jussiaeaoideae): 1 chi với khoảng 85 loài
  - Ludwigia (bao gồm cả Corynostigma, Cubospermum, Danthia, Dantia, Diplandra, Fissendocarpa, Isnardia, Jussiaea, Ludwigiantha, Nemotopyxis, Oocarpon, Prieuria, Quadricosta): Khoảng 85 loài đinh hương liệu, thủy long, du long thái, rau mương, rau dừa nước.

## Lưu ý
1. ↑  "Family: Onagraceae Juss., nom. cons". Germplasm Resources Information Network. United States Department of Agriculture. ngày 12 tháng 4 năm 2007. Bản gốc lưu trữ ngày 26 tháng 1 năm 2012. Truy cập ngày 29 tháng 10 năm 2010.
2. ↑  Các tên gọi họ Rau dừa nước hoặc họ Rau mương lấy theo tên của một số loài trong chi Ludwigia.